# Jaime Pedro Kohl
Jaime Pedro Kohl, PSDP (Montenegro, 12 de dezembro de 1954) é um bispo católico, bispo de Osório.

## Vida
Nasceu  em Linha Carolina, Paróquia São Pedro de Poço das Antas que na época pertencia ao município de Montenegro, no Rio Grande do Sul. Fez seus estudos primários na Escola Municipal Daltro Filho em Linha Carolina. Em 1969, com 14 anos, entrou no Seminário Apostólico Nossa Senhora de Caravaggio, em Farroupilha, onde cursou o ensino fundamental.
De 1973 a 1975, passou para o Centro de Orientação Vocacional Padre João Calábria, em Porto Alegre, fazendo os estudos do Ensino Médio: 1° ano no Colégio Rosário, dos Irmãos Maristas; 2° e 3° anos no Colégio Nossa Senhora da Glória, das Irmãs do Coração de Maria.
Em 1976 fez o Noviciado, emitindo seus primeiros votos na Congregação dos Pobres Servos da Divina Providência no dia 2 de fevereiro de 1977.
Em 1977, foi assistente no Seminário Apostólico Nossa Senhora de caravaggio em Farroupilha. Nos anos 1978 e 1979, foi assistente no Seminário Apostólico e estudos de Filosofia na Universidade de Caxias do Sul. De 1980 a 1984 fez estudos de Teologia junto ao Instituto Teológico San Zeno, na Diocese de Verona, na Itália.
No dia 2 de setembro de 1984 foi ordenado sacerdote, por Dom José Mário Stroeher, então bispo auxiliar da Arquidiocese de Porto Alegre. Em 1984 deu início ao Curso de Especialização em Teologia Moral na Pontifícia Universidade Urbaniana em Roma. De 1985 a 1986 atuou como Superior do Seminário Diocesano da Diocese de Angola, na África.
Nos anos de 1986 e 1987, voltou para Roma, onde concluiu o Mestrado em Teologia Moral no Instituto Alfonsianum.
De 1988 a 1993, foi Diretor do Centro Social Padre João Calábria em Porto Alegre. De 1989 a 1993, foi professor de Teologia Moral na PUCRS. De 1994 a 1996, foi mestre dos noviços, em Farroupilha. De 1997 a 2002, foi Delegado Provincial dos Pobres Servos da Divina Providência, no Brasil. De 2003 a 2006, foi mestre dos noviços e auxílio pastoral junto ao Santuário Nossa Senhora do Caravaggio, em Farroupilha e professor no Curso de Teologia para Leigos.
No dia 15 de novembro de 2006, foi nomeado pelo Papa Bento XVI, Bispo para a Diocese de Osório; sendo ordenado Bispo em sua terra natal, aos 4 de fevereiro de 2007, e tomou posse em Osório, aos 11 de março de 2007. No regional Sul-3 da CNBB é responsável pelo setor das missões.
Aos 25 de junho de 2011 teve seu nome divulgado como membro da Comissão Episcopal Pastoral para a Missão Continental da  CNBB. No mesmo ano foi reconduzido ao cargo de bispo referencial para a Animação Missionária do regional Sul-3 da CNBB.